# Rohovládova Bělá
Rohovládova Bělá é uma comuna checa localizada na região de Pardubice, distrito de Pardubice.